# 特雷弗·谢勒
特雷弗·谢勒（英語：Trevor Shailer，1970年12月31日—），新西兰男子拳击运动员。他曾代表新西兰参加1994年英联邦运动会拳击比赛，获得一枚铜牌。他也曾参加1992年夏季奥林匹克运动会。